# سايمور هيلر
سايمور هيلر (بالإنجليزية: Seymour Heller)‏ هو وكيل مواهب أمريكي، ولد في 9 سبتمبر 1914 في كليفلاند في الولايات المتحدة، وتوفي في 8 أكتوبر 2001 في بيفرلي هيلز في الولايات المتحدة.

## وصلات خارجية
- سايمور هيلر على موقع IMDb (الإنجليزية)